# Myles Lewis-Skelly
Myles Anthony Lewis-Skelly (Islington, 26 settembre 2006) è un calciatore inglese, centrocampista o difensore dell'Arsenal e della nazionale inglese.

## Biografia
I genitori di Lewis-Skelly sono entrambi di origine britannica, mentre i suoi nonni sono di origini caraibiche (precisamente da Barbados, Guyana, Giamaica e Saint Lucia).

## Caratteristiche tecniche
Gioca prevalentemente come centrocampista centrale, con sfumature sia offensive che difensive, con la squadra Under-21 dell'Arsenal ha giocato anche da terzino sinistro.
Ha uno stile di gioco simile a quello di Arturo Vidal.

## Carriera

### Club
Giovanili e crescita nell'Arsenal
Lewis-Skelly è cresciuto nel settore giovanile dell'Arsenal, con cui ha firmato il primo contratto professionistico il 5 ottobre 2023. Esordisce tra i professionisti nella stagione 2022-2023, disputando 2 partite nel Football League Trophy con la formazione Under-21 dei Gunners; nel corso di questa stagione e della successiva, gioca in totale 4 partite in tale competizione. 
Debutta ufficialmente in prima squadra il 22 settembre 2024, alla 5ª giornata di campionato, in cui subentra al 90+2' al posto di Jurriën Timber nell'incontro di Premier League pareggiato 2-2 contro il Manchester City. Il 2 febbraio 2025, in occasione del match di ritorno, realizza il suo primo gol con i Gunners, contribuendo alla vittoria casalinga per 5-1.
Il 22 febbraio 2025 riceve il primo cartellino rosso della sua carriera contro il West Ham United. 
Il 26 giugno 2025 diventa ufficiale il suo rinnovo di contratto con l'Arsenal fino al 30 giugno 2030.

### Nazionale
Durante la sua carriera giovanile con l'Arsenal, si è allenato con le Barbados.
Dopo aver giocato per l'Under-16 inglese è stato convocato nell'Under-17 per il campionato europeo Under-17 del 2023 in cui segna nella seconda partita dell'Inghilterra vinta 4-1 sui Paesi Bassi dopo appena 7 minuti.
Il 6 settembre 2023 fa il suo debutto con l'Inghilterra e un mese dopo viene incluso nella squadra per la Coppa del Mondo Under-17.
Un anno e un giorno dopo fa il suo debutto con l'Inghilterra Under-19 nel pareggio 1-1 contro la Croazia.
Il 14 marzo 2025 è stato convocato per la prima volta in nazionale maggiore, con cui ha esordito sette giorni dopo realizzando un gol nel successo per 2-0 contro l'Albania.

## Statistiche

### Presenze e reti nei club
Statistiche aggiornate al 24 marzo 2025.
| Stagione        | Squadra         | Campionato      | Campionato | Campionato | Coppe nazionali | Coppe nazionali | Coppe nazionali | Coppe continentali | Coppe continentali | Coppe continentali | Altre coppe | Altre coppe | Altre coppe | Totale | Totale | Totale |
| Stagione        | Squadra         | Comp            | Pres       | Reti       | Comp            | Pres            | Reti            | Comp               | Pres               | Reti               | Comp        | Pres        | Reti        | Pres   | Reti   |        |
| --------------- | --------------- | --------------- | ---------- | ---------- | --------------- | --------------- | --------------- | ------------------ | ------------------ | ------------------ | ----------- | ----------- | ----------- | ------ | ------ | ------ |
| 2024-2025       | Arsenal         | PL              | 12         | 1          | FACup+CdL       | 1+5             | 0               | UCL                | 5                  | 0                  | -           | -           | -           | 23     | 1      |        |
| Totale carriera | Totale carriera | Totale carriera | 12         | 1          |                 | 6               | 0               |                    | 5                  | 0                  |             | -           | -           | 23     | 1      |        |

### Cronologia presenze e reti in nazionale
| Cronologia completa delle presenze e delle reti in nazionale ― Inghilterra | Cronologia completa delle presenze e delle reti in nazionale ― Inghilterra | Cronologia completa delle presenze e delle reti in nazionale ― Inghilterra | Cronologia completa delle presenze e delle reti in nazionale ― Inghilterra | Cronologia completa delle presenze e delle reti in nazionale ― Inghilterra | Cronologia completa delle presenze e delle reti in nazionale ― Inghilterra | Cronologia completa delle presenze e delle reti in nazionale ― Inghilterra | Cronologia completa delle presenze e delle reti in nazionale ― Inghilterra |
| Data                                                                       | Città                                                                      | In casa                                                                    | Risultato                                                                  | Ospiti                                                                     | Competizione                                                               | Reti                                                                       | Note                                                                       |
| -------------------------------------------------------------------------- | -------------------------------------------------------------------------- | -------------------------------------------------------------------------- | -------------------------------------------------------------------------- | -------------------------------------------------------------------------- | -------------------------------------------------------------------------- | -------------------------------------------------------------------------- | -------------------------------------------------------------------------- |
| 21-3-2025                                                                  | Londra                                                                     | Inghilterra                                                                | 2 – 0                                                                      | Albania                                                                    | Qual. Mondiali 2026                                                        | 1                                                                          | 90’                                                                        |
| 24-3-2025                                                                  | Londra                                                                     | Inghilterra                                                                | 3 – 0                                                                      | Lettonia                                                                   | Qual. Mondiali 2026                                                        | -                                                                          | 79’                                                                        |
| 10-6-2025                                                                  | West Bridgford                                                             | Inghilterra                                                                | 1 – 3                                                                      | Senegal                                                                    | Amichevole                                                                 | -                                                                          | 88’                                                                        |
| Totale                                                                     |                                                                            | Presenze                                                                   | 3                                                                          |                                                                            | Reti                                                                       | 1                                                                          |                                                                            |